# Средства массовой информации Эритреи
Средства массовой информации Эритреи находятся под контролем правительства, единственное независимое СМИ в Эритрее, Radio Erena, вещающее из Парижа, признано эритрейским правительством как «искажающее информацию».

## История
История средств массовой информации Эритреи начинается в эпоху итальянского колониализма, в то время начали выпускаться газеты, предоставляющие гражданам Эритреи информацию о внешнем мире, в основном об Италии. После поражении Италии во Второй мировой войне Эритрея была передана британской военной администрации, в свою очередь те предоставили свободу печати. После присоединения Эритреи к Эфиопии активно появлялись журналы и другие устные СМИ, призывавшие к освободительной борьбе против Эфиопии. СМИ сыграли большую роль в независимости Эритреи.
В 2001 году правительство Эритреи запретило всю независимую прессу. В августе того же года ряд чиновников подписали публичное письмо с критикой диктаторского режима президента Эритреи Исайяса Афеворки, среди прочего это вызвало заключение в тюрьму ряда журналистов. Как утверждает правительство Эритреи, западные СМИ искажают информацию об Эритрее и передают её жителям, а различные эритрейские СМИ, такие как «Димци Хафаш», «Радио Нума», «Радио Зара», различные газеты, телепрограммы и веб-сайты «призваны не допускать этого».

## Радио
Один из основных видов СМИ в Эритрее. Одна из самых популярных радиостанций в стране, Dimtsi Hafash Eritrea, начала своё вещание с 1979 года.

## Телевидение
Одной из основных телевизионных сетей в Эритрее является Eri-TV, разделена на 8 каналов с разными тематиками: новости, спорт, фильмы и др.

## Интернет
Веб-сайты как средство массовой информации в Эритрее очень мало распространены из-за ограниченного доступа в Интернет.